# Ugo Aycelin de Billom
Ugo Aycelin de Billom, noto anche come Ugo Billomo, Ugo Seguin de Billon, Ugo Aycelin de Montaigut (Billom, 1230 circa – Roma, 30 dicembre 1298), è stato un cardinale e vescovo cattolico francese.

## Biografia

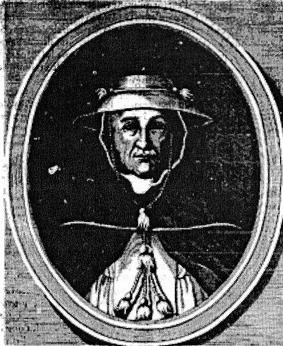

Era figlio del nobiluomo Pierre Aycelin.
Entrò giovane nell'Ordine Domenicano divenendovi prete. Fu lettore di teologia e poi professore a Parigi, Orléans, Angers, Rouen e successivamente a Velletri.
Fu nominato cardinale da papa Niccolò IV nel concistoro del 16 maggio 1288 con il titolo di Santa Sabina e consacrato vescovo nel 1294, allorché optò per i vescovadi di Ostia e di Velletri, entrambi con titolo di cardinale vescovo, che tenne sino alla morte. Fu camerlengo e poi decano del Sacro Collegio dei Cardinali. 
Partecipò al conclave del 1292 - 1294, che portò all'elezione di papa Celestino V ed a quello del 1294, che fece salire al soglio pontificio Bonifacio VIII.
Lasciò alcune opere teologiche e un commento al Libro dei Proverbi ed alle Lamentazioni di Geremia. Deceduto in Roma alla fine del 1298, fu sepolto nella basilica di Santa Sabina.

## Genealogia episcopale e successione apostolica
La genealogia episcopale è:
- Cardinale Giovanni di Castrocoeli, O.S.B.Cas.
- Cardinale Hugues Aycelin de Montaigut, O.P.

La successione apostolica è:
- Papa Celestino V (1294)
- Papa Bonifacio VIII (1295)
- Vescovo Adam de Darlington (1296)
- Vescovo David Martin (1296)